# Richard Gough
Charles Richard Gough (5 d'abril de 1962) és un exfutbolista escocès de la dècada de 1990. Fou 61 cops internacional amb la selecció d'Escòcia amb la que participà en la Copa del Món de futbol de 1986 i a la Copa del Món de futbol de 1990. Defensà els colors de Dundee United, Tottenham Hotspur i Rangers. Com a entrenador dirigí el Livingston.

## Palmarès
Dundee United
- Lliga escocesa de futbol: 1982-83

Rangers
- Lliga escocesa de futbol: 1988-89, 1989-90, 1990-91, 1991-92, 1992-93, 1993-94, 1994-95, 1995-96, 1996-97
- Copa escocesa de futbol: 1991-92, 1992-93, 1995-96
- Copa de la Lliga escocesa de futbol: 1987-88, 1988-89, 1990-91, 1992-93,1993-94, 1996-97